# 鹽店古城
鹽店古城位於四川省成都市大邑縣晉原鎮馬王村10組，晉原鎮西門3000米南。城址位於斜江河南岸高臺地上，属于寶墩文化遺存，距今約4300年左右。平面略呈長方形，南北長約750米，東南寬近500米，面積約30萬平方米，城牆部分保存完好，棄土築城，牆高2-3米。2002年成都市考古隊會同大邑縣文管所，發掘古城遺址約700多平方米。出土陶片以泥質灰白陶為主，黑陶、喝陶次之。紋飾有鋸齒紋、繩紋、是紋、水波紋等。器形有壺、尊、短圈量足器、罐等，石器有打制石斧、磨制石斧、鏽、鑿等。該遺址為研究成都平原新石器時代古城分佈情況提供了重要的實物資料。
2012年7月16日公佈為第八批四川省文物保護單位。